# Big City (Thou)
Big City è il sesto EP del gruppo musicale sludge metal Thou, pubblicato nel maggio del 2011.

## Tracce
1. Get Me Out (Cower cover) – 1:23
2. View of a Burning City – 5:35
3. How Lonely Sits the City – 4:52
4. Millstone – 4:58

## Formazione
- Bryan Funck – voce
- Andy Gibbs – chitarra
- Matthew Thudium – chitarra
- Mitch Wells –  basso
- Josh Nee – batteria